# Prieš parskrendant į žemę
Prieš parskrendant į žemę, (originalment publicat a Lituània el 2005 i traduïble al català com "Abans de tornar volant a la Terra") és el primer llargmetratge documental del director de cinema lituà Arūnas Matelis. De manera lírica, però sense sentit, mostra la vida dels nens hospitalitzats amb leucèmia a l'Hospital Pediàtric de Vilnius, el mateix lloc on la filla de Matelis es va enfrontar i es va recuperar d'aquesta malaltia abans de començar la producció. La pel·lícula es descriu com "un documental lituà poètic i poc sensual sobre la resiliència de l'esperit humà". El seu estil lacònic i la seva senzillesa formal han estat comparats amb els haiku per part d'alguns crítics. Abans de volar a la Terra és la pel·lícula lituana recent més aclamada i és considerada una de les millors pel·lícules documentals del 2005 al món; s'ha mostrat en nombrosos festivals. La pel·lícula es va a realitzar a Lituània i Alemanya.

## Premis i nominacions
- 2005 millor pel·lícula lituana de l'associació de cineastes lituans
- La guerra de plata al Festival Internacional de Cinema Documental Amstardam (IDFA), 2005
- La coloma d'or al Festival de Leipzig per a pel·lícules documentals i animades, 2005
- "Spirit Award for Documentary" al Brooklyn International Film Festival, 2006
- Gran Premi al Festival de Cinema Internacional de Pärnu, 2006
- Menció especial del jurat al Festival Silverdocs, 2006
- La pel·lícula va ser nominada al premi al millor documental de l'Acadèmia del Cinema Europeu de 2005 i es va proposar que fos nominada a l'Oscar a la millor pel·lícula estrangera 2006.